# مارسيل يفبفر
مارسيل يفبفر (بالفرنسية: Marcel Lefebvre) (و. 1905 – 1991 م) هو عالم عقيدة، وكاهن كاثوليكي، من فرنسا، ولد في توركوان، وكان عضوًا في أخوية القديس بيوس العاشر الكهنوتية، توفي في مارتيني، عن عمر يناهز 86 عاماً.

## مناصب
تولى منصب أسقف من غير أبرشية ‏، سينادا (7 أغسطس 1962–10 ديسمبر 1970)، وأسقف (23 يناير 1962–7 أغسطس 1962)، ورئيس الاساقفة (14 سبتمبر 1955–23 يناير 1962)، وأسقف من غير أبرشية ‏ (12 يونيو 1947–22 سبتمبر 1948)، والنائب الرسولي ‏ (12 يونيو 1947–14 سبتمبر 1955)، وأسقف كاثوليكي.

## التعليم
تعلم في Institution libre du Sacré-Cœur ‏، وPontifical French Seminary ‏.

## روابط خارجية
- مارسيل يفبفر على موقع الموسوعة البريطانية (الإنجليزية)
- مارسيل يفبفر على موقع مونزينجر (الألمانية)